# Kantianismo

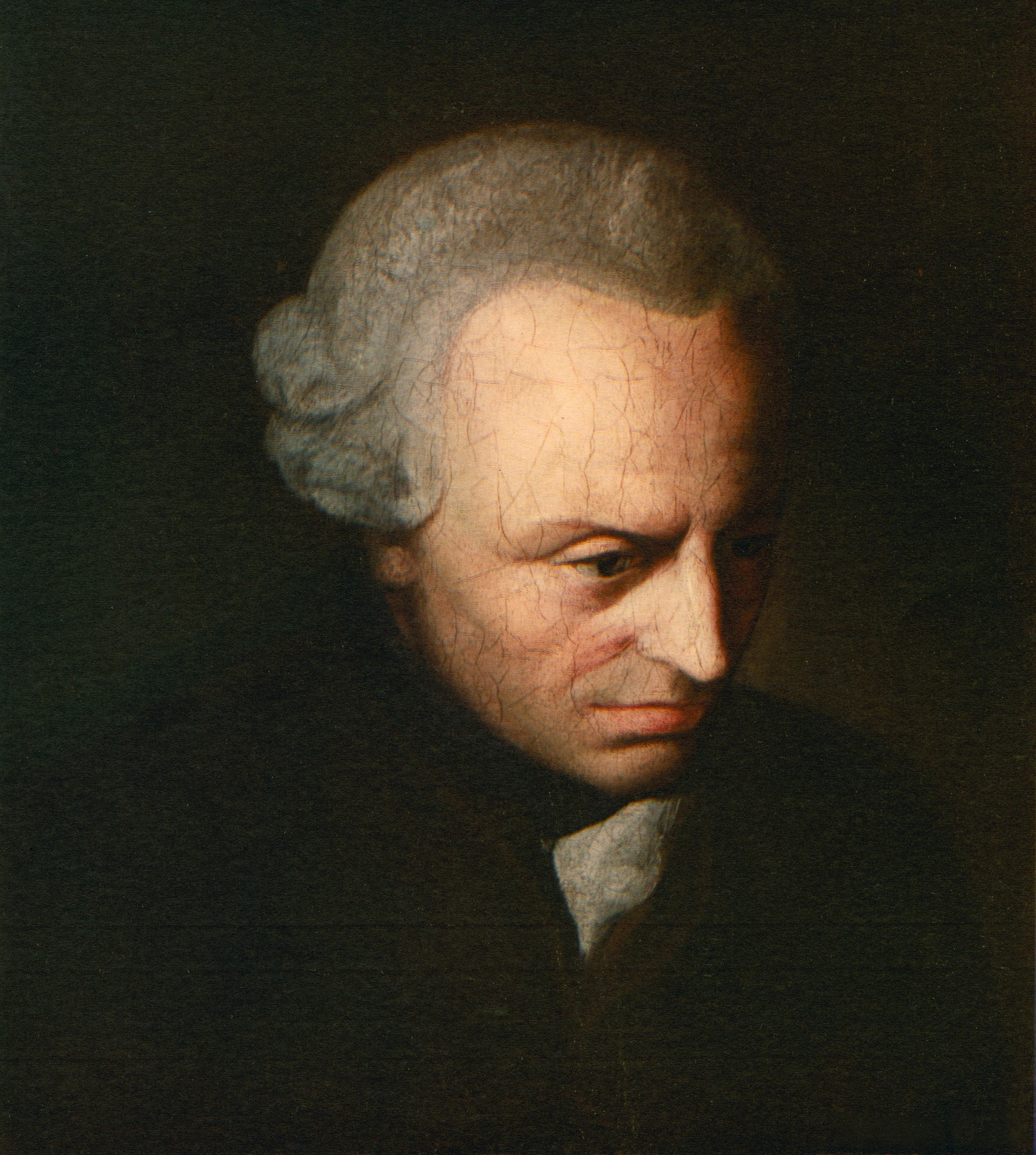
Immanuel Kant

O kantianismo é a filosofia de Immanuel Kant, um filósofo alemão nascido em Königsberg, Prússia (hoje Kaliningrado, Rússia). O termo kantismo ou kantiano às vezes também é usado para descrever posições contemporâneas em filosofia da mente, epistemologia e ética.

## Ética
A ética kantiana é deontológica, girando inteiramente em torno do dever, e não das emoções ou objetivos finais. Todas as ações são realizadas de acordo com alguma máxima ou princípio subjacente, que são muito diferentes uns dos outros; é de acordo com isso que o valor moral de qualquer ação é julgado. A ética de Kant se baseia em sua visão da racionalidade como o bem último e em sua crença de que todas as pessoas são seres fundamentalmente racionais. Isso levou à parte mais importante da ética de Kant, a formulação do imperativo categórico, que é o critério para determinar se uma máxima é boa ou má.
Simplificando, este critério equivale a um experimento de pensamento: tentar universalizar a máxima (imaginando um mundo onde todas as pessoas necessariamente agiram desta forma nas circunstâncias relevantes) e então ver se a máxima e sua ação associada ainda seriam concebíveis em tal mundo. Por exemplo, manter a máxima mata qualquer um que o irrite e aplicá-la universalmente resultaria em autoexclusão. Assim, sustentar essa máxima é irracional, pois acaba sendo impossível sustentá-la.
Universalizar uma máxima (declaração) leva a que ela seja válida, ou a uma das duas contradições - uma contradição na concepção (onde a máxima, quando universalizada, não é mais um meio viável para o fim) ou uma contradição na vontade (onde a vontade de uma pessoa contradiz o que implica a universalização da máxima). O primeiro tipo leva a um "dever perfeito", e o segundo leva a um "dever imperfeito".
A ética de Kant concentra-se, então, apenas na máxima que fundamenta as ações, e as julga boas ou más unicamente em como estão de acordo com a razão. Kant mostrou que muitas das nossas visões de bom senso sobre o que é bom ou mau se conformam ao seu sistema, mas negou que qualquer ação realizada por razões que não sejam ações racionais pode ser boa (salvar alguém que está se afogando simplesmente por uma grande pena por eles é não é um ato moralmente bom). Kant também negou que as consequências de um ato de alguma forma contribuam para o valor moral desse ato - seu raciocínio (altamente simplificado para ser breve) que o mundo físico está fora de nosso controle total e, portanto, não podemos ser responsabilizados pelos eventos que ocorrem nele.
As formulações do imperativo categórico:
1. Aja apenas de acordo com a máxima pela qual você pode, ao mesmo tempo, desejar que ela se torne uma lei universal.[1]
2. Aja de tal maneira que trate a humanidade, seja em sua própria pessoa ou na de qualquer outra pessoa, nunca apenas como um meio para um fim, mas sempre ao mesmo tempo como um fim.[1]
3. Portanto, todo ser racional deve agir como se fosse, por sua máxima, sempre um membro legislador no reino universal dos fins.[1]

## Filosofia politica
Na filosofia política, Kant teve ampla e crescente influência sobre os principais filósofos políticos do final do século XX. Por exemplo, John Rawls inspirou-se fortemente em estabelecer as bases para uma visão liberal das instituições políticas. A natureza do uso de Kant por Rawls gerou sérias controvérsias mas demonstrou a vitalidade das considerações kantianas em uma gama mais ampla de questões do que antes se pensava plausível.